# Reginald Hudlin
Reginald Alan Hudlin (Centreville, Illinois, 15 de dezembro de 1961) é um escritor, cineasta e produtor americano. Ele foi presidente de entretenimento da BET de 2005 a 2008. Ele coproduziu a 88.ª cerimônia de premiação da Academia em 2016.
Durante o tempo em que foi presidente da BET, Hudlin escreveu muitas histórias da série de história em quadrinhos Pantera Negra da Marvel Comics de 2005 a 2008, seu trabalho mais notável foi "Bride of the Panther" de de 2006, que mostrou o personagem se casando com a líder dos X-Men Tempestade.

## Filmografia

### Como diretor
- House Party (1990)
- Boomerang (1992)
- The Great White Hype (1996)
- The Ladies Man (2000)
- Serving Sara (2002)
- Marshall (2017)